# Појнт Едвард (Онтарио)
Појнт Едвард (енгл. Point Edward) је село у Канади у покрајини Онтарио. Према резултатима пописа 2011. у селу је живело 2.034 становника.

## Становништво
Према резултатима пописа становништва из 2011. у граду је живело 2.034 становника, што је за 0,7% више у односу на попис из 2006. када је регистровано 2.019 житеља.
| 2006. | 2011. | 2016. |
| ----- | ----- | ----- |
| 2.019 | 2.034 | 2.037 |